# Ла-Тринитария
Ла-Тринитария (исп. La Trinitaria) — посёлок в Мексике, штат Чьяпас, входит в состав одноимённого муниципалитета и является его административным центром. Численность населения, по данным переписи 2020 года, составила 11 055 человек.

## Общие сведения
Поселение было основано в доиспанский период народом тохолабали под названием Сапалута, что с языка науатль можно перевести как — гномья тропа.
В колониальный период проводилась евангелизация местного населения, были построены несколько церквей и часовен.
В 1774 году деревня Сапалута управлялась из города Комитан.
В 1911 году губернатор Флавио Гильен переименовал посёлок в Ла-Тринитария (с исп. — «Троица») — в честь святой троицы.
В 1917 году в посёлке открылась первая начальная школа.
В 1949 году до Ла-Тринитарии построена мексиканская часть Панамериканского шоссе.
В 1963 году открылся медицинский центр.
В 2000 году открыто современное шоссе от Ла-Тринитарии до Комитана.